# Carmen Hayes
Carmen Hayes este o actriță porno afroamericană născută în Inglewood, California, SUA.